# Lac Parz
Le lac Parz (en arménien Պարզ լիճ, « lac clair ») est un lac situé dans le marz de Tavush en Arménie. 

## Géographie
Le lac Parz est intégré dans le parc national de Dilidjan. Isolé au milieu de la forêt à 1 331 m d'altitude, il est relié à la route M4, au nord de la ville de Dilidjan par une route en bon état.

## Tourisme
Plusieurs activités — pêche, promenade en barque... — sont proposées.
En 2008, un restaurant est construit sur la rive nord et la construction de plusieurs bungalows prévue pour 2009.